# Rudy Youngblood
Rudy Youngblood (Belton, 21 de setembro de 1982) é um ator, músico e dançarino norte-americano. Descendente de comanches, interpretou o personagem Jaguar Paw no filme Apocalypto, de Mel Gibson.